# Painio
Painio är en sjö i Finland. Den ligger i Somero stad i landskapet Egentliga Finland, i den södra delen av landet, 80 km nordväst om huvudstaden Helsingfors. Painio ligger 81,2 meter över havet. Arean är 7,8 kvadratkilometer och strandlinjen är 28,44 kilometer lång. Sjön  ingår i Pemar å huvudavrinningsområde.   I omgivningarna runt Painio växer i huvudsak blandskog. Den sträcker sig 4,0 kilometer i nord-sydlig riktning, och 4,8 kilometer i öst-västlig riktning.

## Öar
- Laatikka (en ö)
- Keihässaari (en ö)
- Marjasaari (en ö)
- Koirassaari (en ö)
- Holma (en ö)